# Gaston Haustrate
Gaston Haustrate, né à Tourcoing le 5 janvier 1929 et mort le 14 janvier 2019 à Notre-Dame-d'Aliermont,, est un écrivain, critique de cinéma et journaliste français.

## Biographie
Gaston Haustrate commence sa carrière de journaliste dans la presse régionale, avant de se spécialiser dans la critique cinématographique. Il collabore à la revue Cinéma à partir des années 1960. Succédant à Pierre Billard, il en devient le rédacteur en chef en 1967, avec Marcel Martin et Henri Moret, puis seul à partir de 1972.
Il est par ailleurs l'auteur de plusieurs romans et fait une apparition dans le film La Machine de Paul Vecchiali.

## Publications
Ouvrages sur le cinéma
- Le Guide du cinéma 1895-1945, Syros, 1984
- Le Guide du cinéma 1946-1967, Syros, 1984
- Le Guide du cinéma 1968-1984, Syros, 1985
- Arthur Penn, Édilig, 1986
- Bertrand Blier, Édilig, 1988
- Entretiens avec Jean-Pierre Mocky, Édilig, 1989

Romans
- Le Sauvetage du proscrit. Une histoire de typographes, Éditions de l'Atelier, 1990
- Au tribunal de la mémoire, Jean Picollec, 1991
- Les Lendemains d'hier, Aléas, 1993
- N'oublie jamais, Nicolas..., Aléas, 1993
- L'Enfer de la charité, Aléas, 1994
- Un Masque en bandoulière, Temps des Cerises, 1998
- Vous avez dit « accident » ?, Caliban, 2000
- Les Sept Anniversaires, France Europe, 2002